# Papagomys
Papagomys là một chi động vật có vú trong họ Muridae, bộ Gặm nhấm. Chi này được Sody miêu tả năm 1941. Loài điển hình của chi này là Mus armandvillei Jentink, 1892.

## Các loài
Chi này gồm các loài: